# جونغ جون-يون
جونغ جون-يون (الكورية: 정준연) هو لاعب كرة قدم كوري جنوبي في مركز الدفاع، ولد في 30 أبريل 1989 في جولا الجنوبية في كوريا الجنوبية. شارك مع منتخب كوريا الجنوبية تحت 20 سنة لكرة القدم. أما مع النوادي، فقد لعب مع نادي غوانغجو.

## وصلات خارجية
- جونغ جون-يون على موقع دوري كوريا الجنوبية (الإنجليزية)
- جونغ جون-يون على موقع قاعدة بيانات كرة القدم.إي يو (الإنجليزية)
- جونغ جون-يون على موقع Soccerway.com (الإنجليزية)